# 觅音计划
觅音计划是由中国提出的在太阳系近邻寻找适宜人类居住行星的一项计划。

## 建立过程
2019年5月，该计划专项小组在北京开展首次科学会议，正式拉开了觅音计划的序幕。12月12日，中国航天科技集团有限公司总经理袁洁在北京航空航天大学举行的国企公开课上向学子提出中国航天科技集团在未来25年计划实施的重大工程项目。中国将在2030年左右实施该计划。

## 内容

### 第一阶段
实施基础研究与关键技术攻关

### 第二阶段
科学先期探索与在轨验证

### 第三阶段
任务实施与在轨运行

#### 大致实施方案
实现在日地平动点轨道部署一组探测器，通过编队飞行与合成孔径光学干涉技术，组成空间分布式合成孔径阵列望远镜，针对特定目标实现等效300米口径衍射极限空间分辨率，在8至12微米波长的中红外波段对太阳系近邻行星系统及其它天文目标开展成像与光谱探测。